# Veelkoppig draadwatje
Het veelkoppig draadwatje (Trichia verrucosa) is een slijmzwam uit de familie Trichiidae. Het leeft saprotroof op hout in naaldbos en gemengd bos.

## Kenmerken
Sporangia
De sporangia hebben een hoogte van 2 tot 4 mm. Ze staan alleen of in groepen. Het peridium is bleekgeel, soms met een buitenste laag verdikt door korrelige afzettingen.
Steel
De steel is geelachtig bruin of donkerbruin en heeft een hoogte van 1 tot 2 mm. 
Elateren
De lange cilindrische elateren hebben een dikte van 4 tot 5 µm. Ze hebben korte, taps toelopende uiteinden en eindigend in gebogen punt. De elateren zijn bekleed met drie tot vijf smalle spiraalbanden.
Sporen
De sporen hebben een diameter van 13 tot 16 µm. Ze zijn geornamenteerd met een netwerkje van banden. Deze banden verdelen een halfrond in ongeveer zeven gebiedjes.

## Verspreiding
Het komt voor in Noord- en Zuid-Amerika, Europa, Azië en Australië. In Nederland komt het zeer zeldzaam voor.

## Foto's

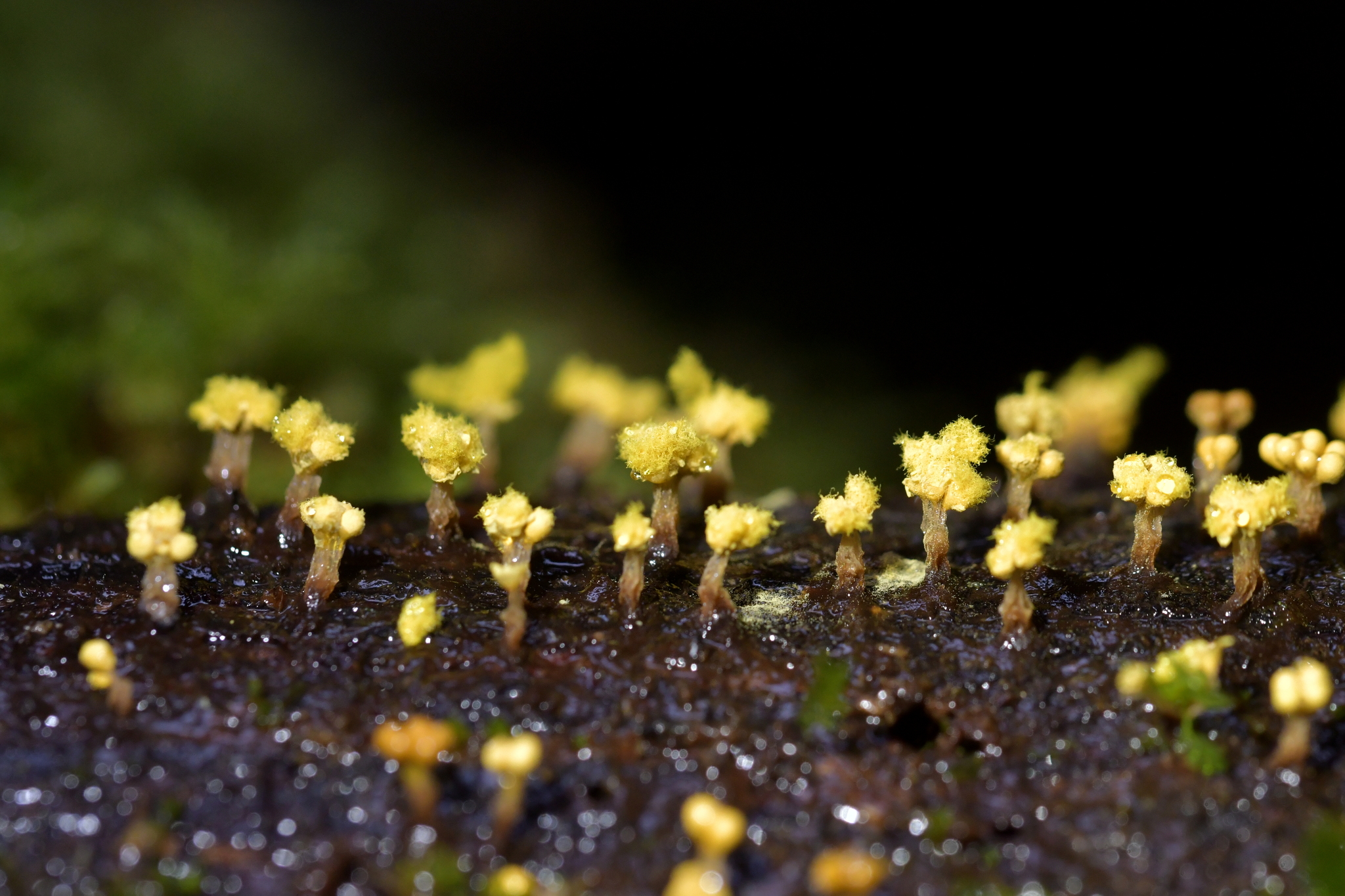
Groepje
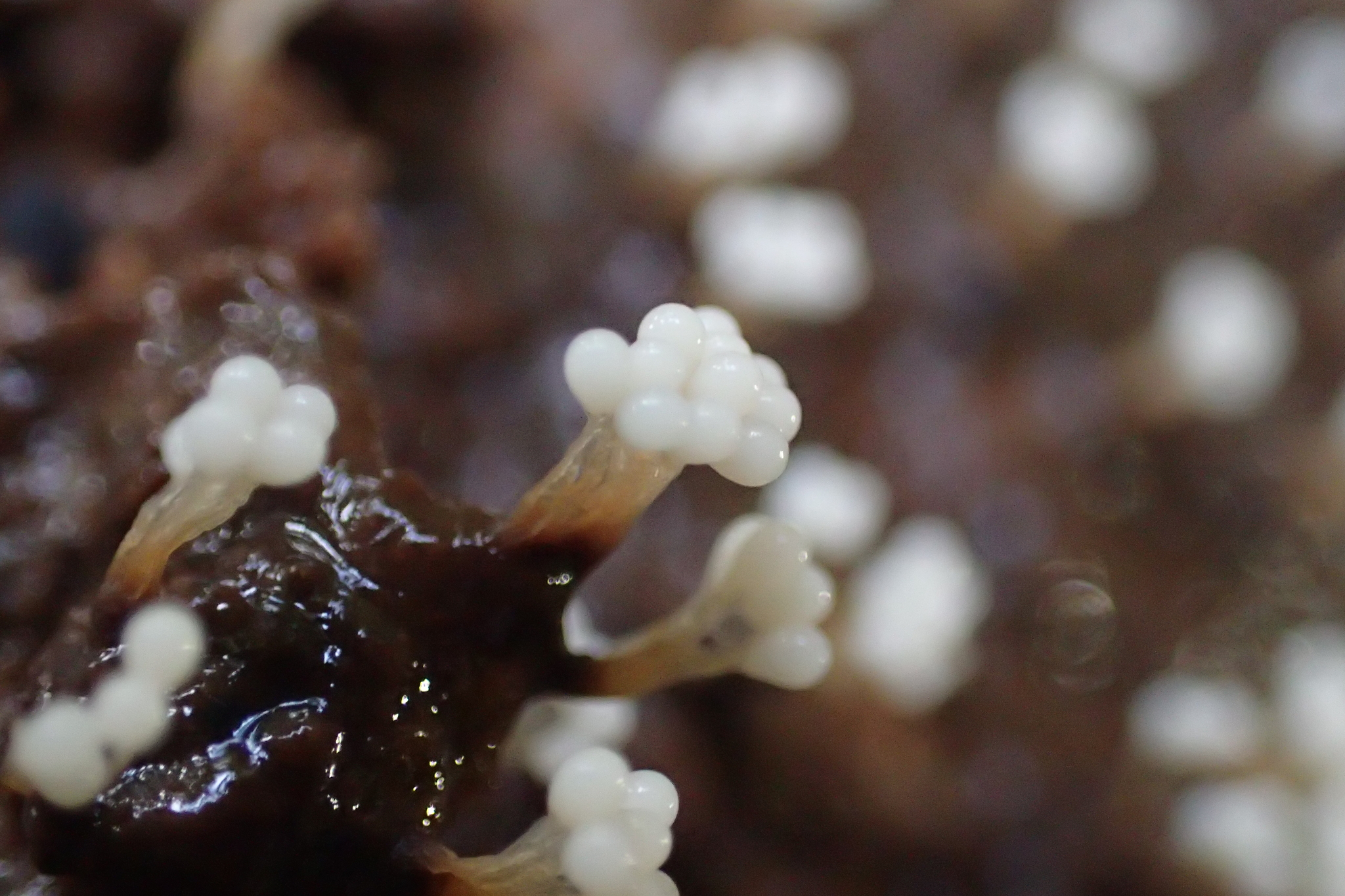
Witte exemplaren
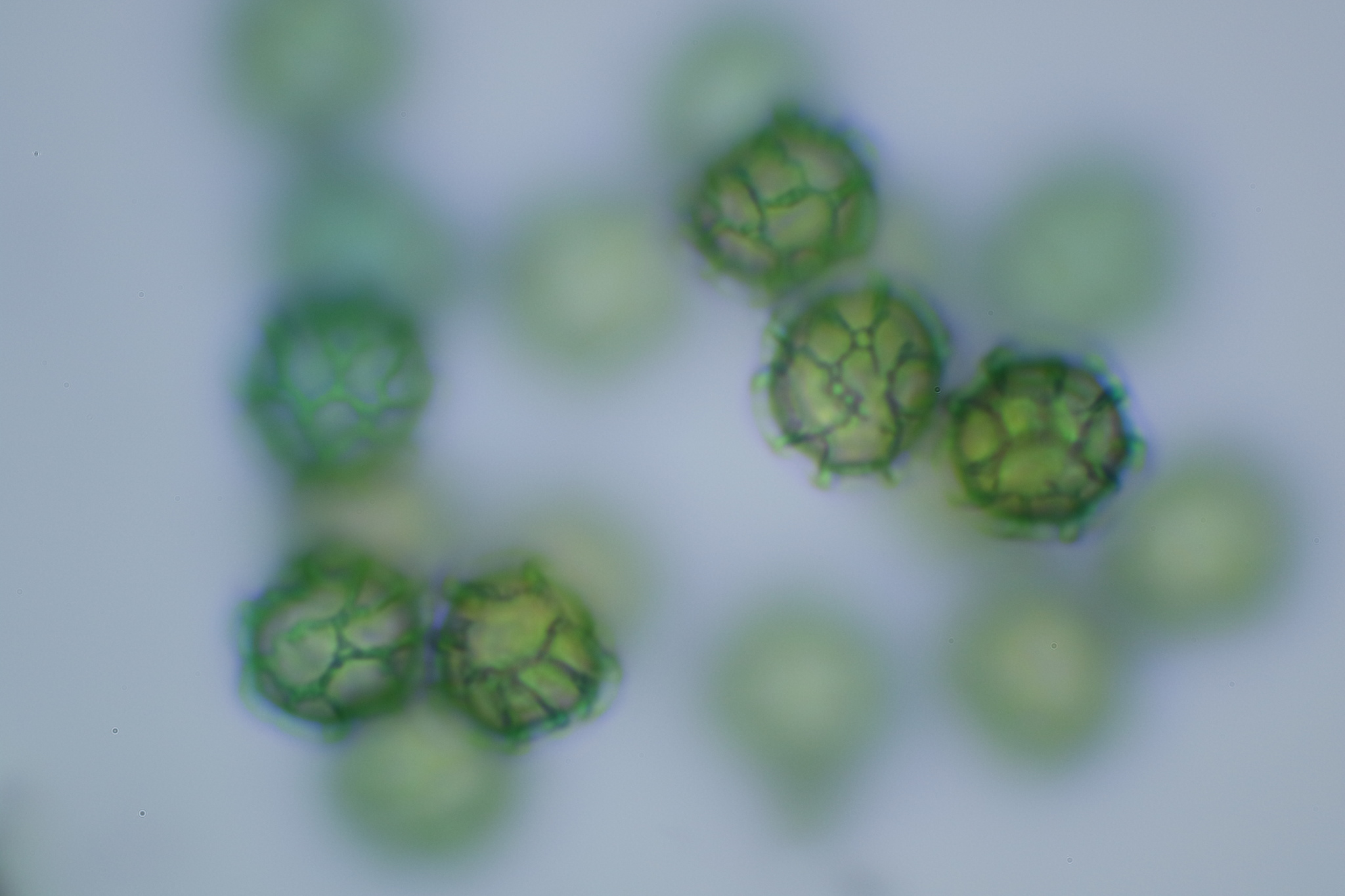
Sporen
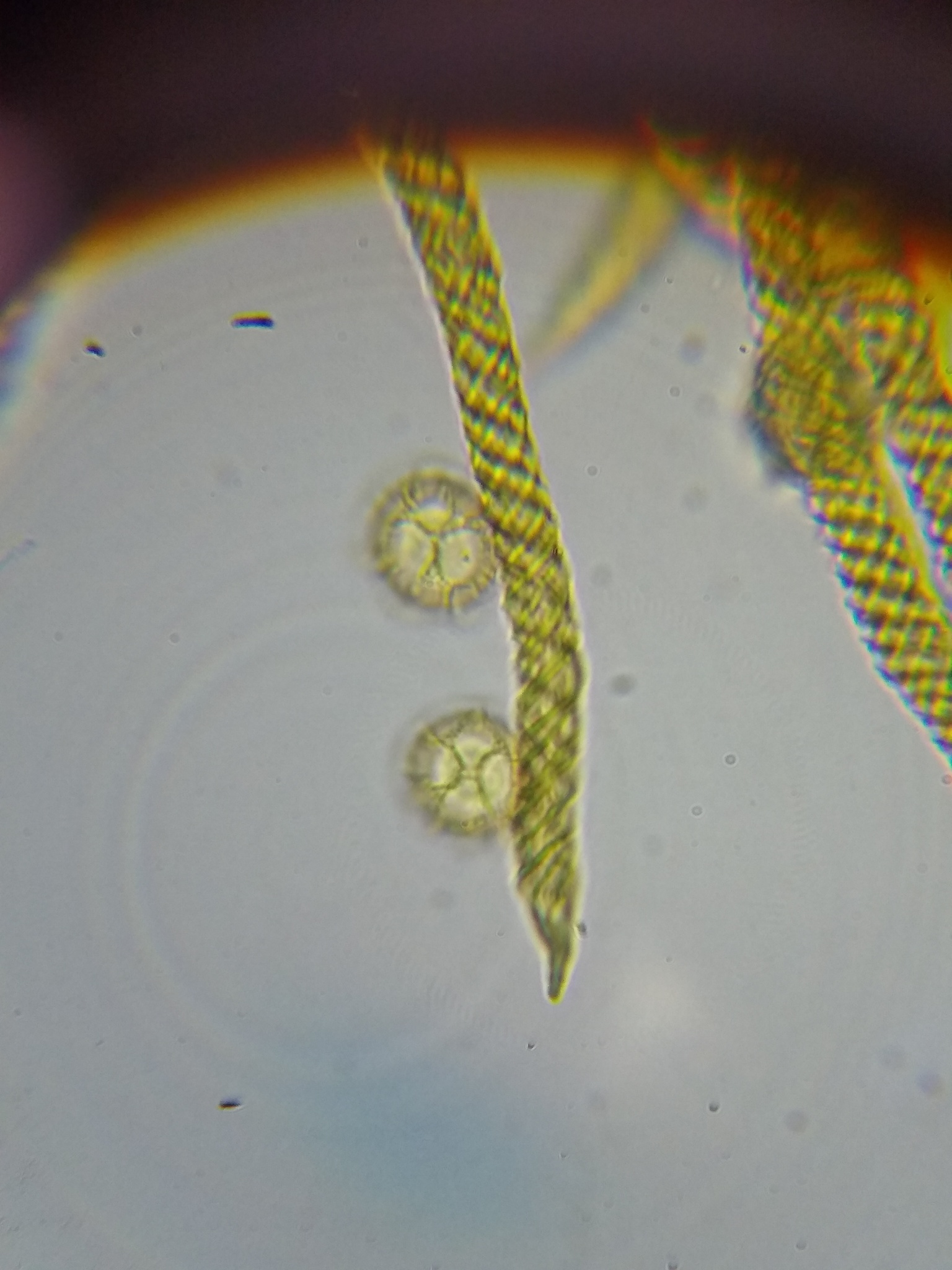
Elateren